# Kendall Coyne Schofield
Kendall Coyne Schofield, geb. Coyne, (* 25. Mai 1992 in Oak Lawn, Illinois) ist eine US-amerikanische Eishockeyspielerin, die seit 2023 für die Minnesota Frost in der Professional Women’s Hockey League (PWHL) auf der Position der Stürmerin spielt. Coyne Schofield gehört seit dem Jahr 2010 der Frauen-Eishockeynationalmannschaft der Vereinigten Staaten an und ist mehrfache Weltmeisterin sowie Olympiasiegerin. Im Juli 2018 heiratete sie den American-Football-Spieler Michael Schofield und nahm daher den Nachnamen Coyne Schofield an.

## Karriere
Coyne kam bereits während ihrer Kindheit mit dem Eishockeysport in Berührung und spielte im Juniorinnenalter zumeist mit Jungen im gleichen Alter. Als 15-Jährige wurde sie erstmals vom US-amerikanischen Eishockeyverband USA Hockey in eine Auswahlmannschaft eingeladen und nahm daraufhin in den Jahren 2008, 2009 und 2010 jeweils an der U18-Frauen-Weltmeisterschaft teil. Dort errang sie bei ihren drei Teilnahmen zwei Gold- und eine Silbermedaille. Zudem war sie zweimal beste Torschützin und einmal beste Stürmerin des Wettbewerbs. Während dieser Zeit spielte sie für das Juniorenteam Chicago Mission und wurde als 17-Jährige sogar zur Vorbereitung für die Olympischen Winterspiele 2010 in Vancouver eingeladen. Schlussendlich wurde sie aber nicht nominiert und ging daraufhin im Sommer 2010 an die Berkshire School in Sheffield im Bundesstaat Massachusetts. Zur Weltmeisterschaft 2011 stand die Angreiferin erstmals im Kader der US-amerikanischen Nationalmannschaft und gewann ihren ersten Weltmeistertitel. Debütiert hatte sie bereits im Rahmen des 4 Nations Cup 2010.
Im Sommer 2011 erhielt Coyne ein Stipendium an der Northeastern University in Boston, an der sie im Jahr 2016 ihren Abschluss in Communication and Business machte. Während dieser Zeit spielte sie parallel zu ihrem Studium für das Universitätsteam in der Hockey East, einer Division im Spielbetrieb der National Collegiate Athletic Association. Zunächst war sie bis zum Sommer 2013 für die Northeastern University aktiv und konnte ihrer Medaillensammlung währenddessen eine weitere Gold- sowie eine Silbermedaille bei Weltmeisterschaften hinzufügen. Anschließend verließ sie die Universität und schloss sich USA Hockey an, um sich intensiv auf die Olympischen Winterspiele 2014 in Sotschi vorzubereiten. Dort gewannen die US-Amerikanerinnen die Silbermedaille.
Zum Schuljahr 2014/15 kehrte Coyne wieder in den College-Spielbetrieb zurück. Zudem feierte sie den dritten Gewinn des WM-Titels im Rahmen der Weltmeisterschaft 2015. In ihrem letzten Jahr an der Northeastern University übertraf die Stürmerin mit 84 Scorerpunkten in 37 Spielen sämtliche vorangegangenen Jahre und erhielt am Saisonende den Patty Kazmaier Memorial Award als beste Collegespielerin der Vereinigten Staaten. Kurz darauf folgte bei der Weltmeisterschaft 2016 der vierte Gewinn der Weltmeisterschaft.

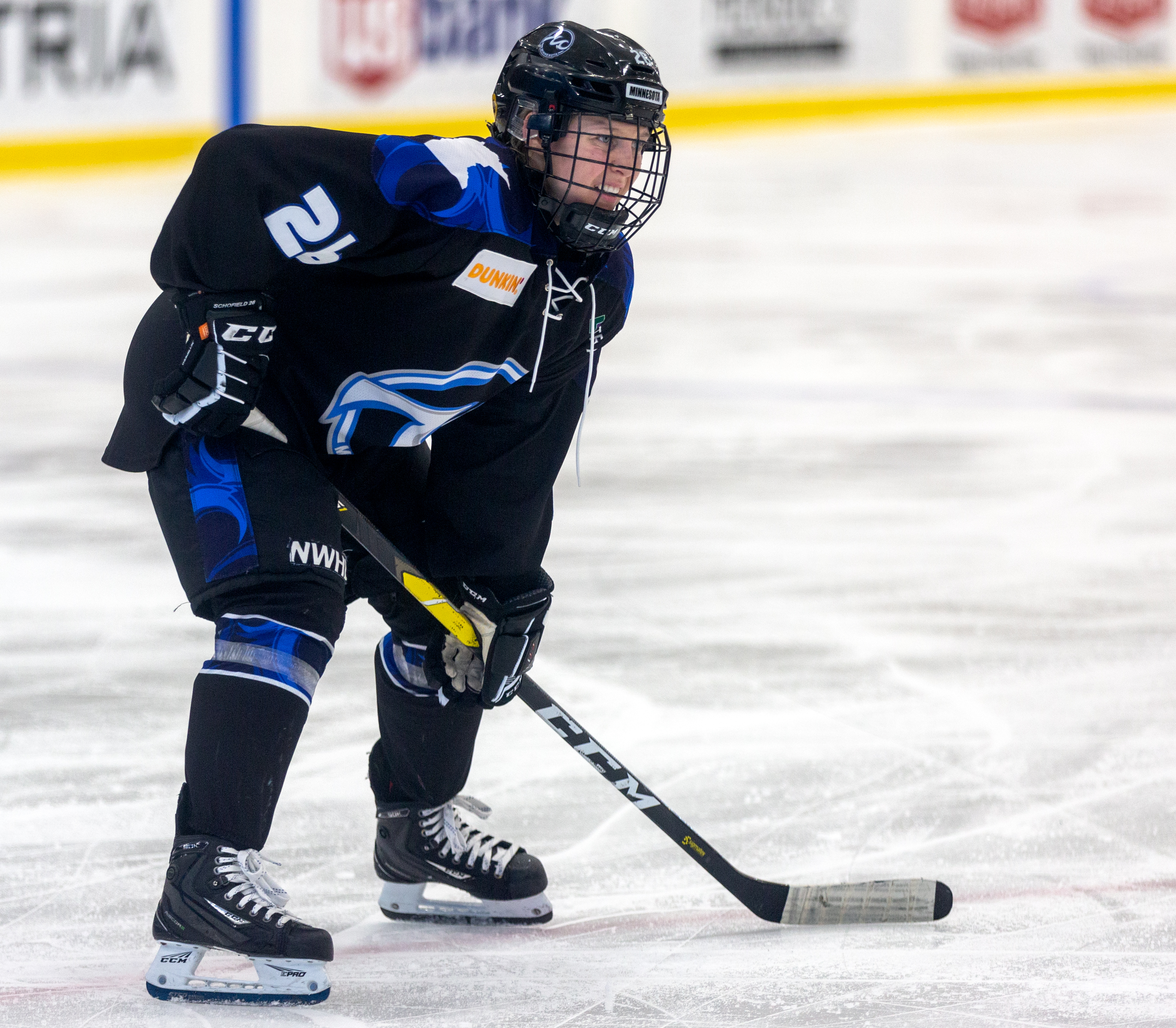
Coyne Schofield im Trikot der Minnesota Whitecaps (2019)

Nach Abschluss ihres Studiums wechselte die US-Amerikanerin in den Profibereich. Statt jedoch in eine der großen nordamerikanischen Ligen zu wechseln, schloss sie sich im Sommer 2016 den ligaunabhängigen Minnesota Whitecaps an, die lediglich Freundschaftsspiele gegen Teams von NCAA-Universitäten und High Schools bestritten. Dennoch war Coyne bei der Weltmeisterschaft 2017 die dominierende Spielerin. Als Topscorerin, beste Torschützin und Mitglied des All-Star-Teams führte sie das US-Team zum abermaligen Gewinn der Goldmedaille. Zur Saison 2017/18 kehrte sie zum wiederholten Mal zu USA Hockey zurück, um erneut frühzeitig mit der Vorbereitung auf die Olympischen Winterspiele 2018 in Pyeongchang zu beginnen. Dort gewann sie schließlich auch olympisches Gold.
Zur Saison 2018/19 wurde Brandt mit ihrer Vereinsmannschaft in die National Women’s Hockey League aufgenommen, wo sie mit den Whitecaps auf Anhieb den Isobel Cup, die Meisterschaftstrophäe der Liga, gewann. Am 25. Januar 2019 schrieb Coyne Schofield Eishockey-Geschichte, als sie als erste Frau vor dem NHL All-Star Game an der All-Star SkillsCompetition im SAP Center im kalifornischen San José teilnahm. Zudem wurde sie wenige Wochen später mit den Vereinigten Staaten im Rahmen der Weltmeisterschaft 2019 erneut Weltmeisterin. Darüber hinaus wurde sie bei diesem Turnier als beste Stürmerin ausgezeichnet und in das Media All-Star-Team berufen.
Im Sommer 2019 schloss sie sich der Boykottbewegung ehemaliger Spielerinnen der Canadian Women’s Hockey League an und gründete im Mai 2019 die Professional Women’s Hockey Players Association mit. Diese setzt sich für eine professionelle Fraueneishockeyliga mit gerechten Löhnen und Krankenversicherungen sowie für die Nachwuchsförderung ein. Für diese ging sie anschließend bei Promotions-Spielen, wie der Dream Gap Tour, aufs Eis. Seit November 2020 arbeitet Coyne Schofield parallel als Development Coach für die Organisation der Chicago Blackhawks.
Bei den Olympischen Winterspielen 2022 in Peking gewann sie die Silbermedaille, genauso wie bei der Weltmeisterschaft 2022 einige Monate später.
Im Jahr 2023 wurde aus der PWHPA heraus die Professional Women’s Hockey League gegründet. Coyne Schofield gehörte im September 2023 zu den ersten Spielerinnen, die einen PWHL-Vertrag erhielten, als sie für drei Jahre vom Team PWHL Minnesota verpflichtet wurde.

## Erfolge und Auszeichnungen
- 2016 Patty Kazmaier Memorial Award
- 2019 Teilnahme am NWHL All-Star Game
- 2019 Isobel-Cup-Gewinn mit den Minnesota Whitecaps
- 2024 Walter-Cup-Gewinn mit den Minnesota Frost
- 2025 Walter-Cup-Gewinn mit den Minnesota Frost
- 2025 Second All-Star-Team der PWHL[5]

### International
| - 2008 Goldmedaille bei der U18-Frauen-Weltmeisterschaft - 2009 Goldmedaille bei der U18-Frauen-Weltmeisterschaft - 2009 Beste Torschützin der U18-Frauen-Weltmeisterschaft (gemeinsam mit Brianna Decker) - 2010 Silbermedaille bei der U18-Frauen-Weltmeisterschaft - 2010 Beste Stürmerin der U18-Frauen-Weltmeisterschaft - 2010 Beste Torschützin der U18-Frauen-Weltmeisterschaft - 2011 Goldmedaille bei der Weltmeisterschaft - 2012 Silbermedaille bei der Weltmeisterschaft - 2013 Goldmedaille bei der Weltmeisterschaft - 2014 Silbermedaille bei den Olympischen Winterspielen - 2014 Beste Plus/Minus-Statistik der Olympischen Winterspiele (gemeinsam mit Brianna Decker und Amanda Kessel) - 2015 Goldmedaille bei der Weltmeisterschaft - 2015 Beste Plus/Minus-Statistik der Weltmeisterschaft (gemeinsam mit Brianna Decker und Hilary Knight) | - 2016 Goldmedaille bei der Weltmeisterschaft - 2017 Goldmedaille bei der Weltmeisterschaft - 2017 Topscorerin der Weltmeisterschaft - 2017 Beste Torschützin der Weltmeisterschaft - 2017 All-Star-Team der Weltmeisterschaft - 2018 Goldmedaille bei den Olympischen Winterspielen - 2019 Goldmedaille bei der Weltmeisterschaft - 2019 Beste Stürmerin der Weltmeisterschaft - 2019 All-Star-Team der Weltmeisterschaft - 2021 Silbermedaille bei der Weltmeisterschaft - 2022 Silbermedaille bei den Olympischen Winterspielen - 2022 Silbermedaille bei der Weltmeisterschaft - 2025 Goldmedaille bei der Weltmeisterschaft |

## Karrierestatistik

### International
Vertrat die USA bei:
| - U18-Frauen-Weltmeisterschaft 2008 - U18-Frauen-Weltmeisterschaft 2009 - U18-Frauen-Weltmeisterschaft 2010 - Weltmeisterschaft 2011 - Weltmeisterschaft 2012 - Weltmeisterschaft 2013 - Olympischen Winterspielen 2014 | - Weltmeisterschaft 2015 - Weltmeisterschaft 2016 - Weltmeisterschaft 2017 - Olympischen Winterspielen 2018 - Weltmeisterschaft 2019 - Olympischen Winterspielen 2022 - Weltmeisterschaft 2022 |

(Legende zur Spielerstatistik: Sp oder GP = absolvierte Spiele; T oder G = erzielte Tore; V oder A = erzielte Assists; Pkt oder Pts = erzielte Scorerpunkte; SM oder PIM = erhaltene Strafminuten; +/− = Plus/Minus-Bilanz; PP = erzielte Überzahltore; SH = erzielte Unterzahltore; GW = erzielte Siegtore; 1 Play-downs/Relegation; Kursiv: Statistik nicht vollständig)